# Lubcza (gromada w powiecie tarnowskim)
Lubcza – dawna gromada, czyli najmniejsza jednostka podziału terytorialnego Polskiej Rzeczypospolitej Ludowej w latach 1954–1972.
Gromady, z gromadzkimi radami narodowymi (GRN) jako organami władzy najniższego stopnia na wsi, funkcjonowały od reformy reorganizującej administrację wiejską przeprowadzonej jesienią 1954 do momentu ich zniesienia z dniem 1 stycznia 1973, tym samym wypierając organizację gminną w latach 1954–1972.
Gromadę Lubcza z siedzibą GRN w Lubczy utworzono – jako jedną z 8759 gromad na obszarze Polski – w powiecie jasielskim w woj. rzeszowskim na mocy uchwały nr 22/54 WRN w Rzeszowie z dnia 5 października 1954. W skład jednostki weszły obszary dotychczasowych gromad Lubcza i Wola Lubecka ze zniesionej gminy Jodłowa w tymże powiecie. Dla gromady ustalono 27 członków gromadzkiej rady narodowej.
1 stycznia 1958 gromadę przeniesiono do powiatu tarnowskiego w woj. krakowskim.
W kwietniu 1969 gromada miała 17 członków gromadzkiej rady narodowej. 1 stycznia 1970 gromada składała się ze wsi: Lubcza i Wola Lubecka.
Gromada przetrwała do końca 1972 roku, czyli do kolejnej reformy gminnej.